# Hans B. Jessen
Hans Bernhard Jessen (* 3. August 1909 in Kiel; † 26. März 2007 in Berlin) war ein deutscher Klassischer Archäologe.

## Leben
Hans B. Jessen studierte Klassische Archäologie und wurde 1938 an der Universität Kiel bei Eduard Schmidt mit einer Arbeit zu Gott und Tier promoviert. 1938/39 war er Assistent war am Archäologischen Institut der Universität Kiel. Nach Kriegsdienst und Gefangenschaft war er 1953/54 Assistent am Philologischen Seminar der Universität Hamburg, wurde im November 1954 bei der Zentrale des Deutschen Archäologischen Instituts in Berlin angestellt und war dort von 1955 bis zu seinem Ruhestand 1974 wissenschaftlicher Referent und Leiter der Bibliothek und des Archivs. 1957 wurde Jessen korrespondierendes, 1966 ordentlichen Mitglied des Deutschen Archäologischen Instituts.
Sein Forschungsgebiet war hauptsächlich die Wissenschaftsgeschichte des 19. Jahrhunderts.

## Veröffentlichungen (Auswahl)
- Das Griechenland-Album des Grafen Carl von Rechberg, 1804–1805 im Deutschen Archäologischen Institut zu Berlin. Zürich 1974.